# Grez (Oise)
Grez település Franciaországban, Oise megyében. Lakosainak száma 264 fő (2022. január 1.). Grez Cempuis, Gaudechart, Le Hamel, Prévillers és Thieuloy-Saint-Antoine községekkel határos.

## Népesség
A település népességének változása:
| Lakosok száma | 268  | 273  | 283  | 270  | 267  | 265  | 265  | 266  | 264  |
|               | 2013 | 2015 | 2016 | 2017 | 2018 | 2019 | 2020 | 2021 | 2022 |